# Văcărescu (cràter)
Văcărescu és un cràter d'impacte en el planeta Venus de 31,5 km de diàmetre. Porta el nom d'Elena Văcărescu (1866-1947), novel·lista i poetessa romanesa, i el seu nom va ser aprovat per la Unió Astronòmica Internacional el 1994.